# Досије (ТВ серија)
Досије је југословенска ТВ серија снимљена 1986. године у продукцији ТВ Загреб.

## Епизоде
| Сезона | Епизода | Назив       | Датум            |
| ------ | ------- | ----------- | ---------------- |
| 1      | 1       | Отац        | 6. априла 1986.  |
| 1      | 2       | Сребрни пир | 13. априла 1986. |
| 1      | 3       | Пад         | 20. априла 1986. |
| 1      | 4       | Печатњак    | 27. априла 1986. |

## Улоге
| Глумац               | Улога                     |
| -------------------- | ------------------------- |
| Крунослав Шарић      | Данило (4 еп. 1986)       |
| Милан Плећаш         | Ненад (4 еп. 1986)        |
| Предраг Петровић     | Ицо (4 еп. 1986)          |
| Дејан Аћимовић       | (1 еп. 1986)              |
| Бисерка Алибеговић   | (1 еп. 1986)              |
| Љиљана Богојевић     | (1 еп. 1986)              |
| Петер Карстен        | (1 еп. 1986)              |
| Јосип Генда          | (1 еп. 1986)              |
| Иво Грегуревић       | (1 еп. 1986)              |
| Шпиро Губерина       | (1 еп. 1986)              |
| Синиша Јуричић       | (1 еп. 1986)              |
| Фрањо Мајетић        | (1 еп. 1986)              |
| Зоја Одак            | (1 еп. 1986)              |
| Ксенија Пајић        | (1 еп. 1986)              |
| Радко Полич          | Јерг Енквист (1 еп. 1986) |
| Рикард Симонели      | (1 еп. 1986)              |
| Божидар Смиљанић     | (1 еп. 1986)              |
| Звонимир Торјанац    | (1 еп. 1986)              |
| Душко Валентић       | (1 еп. 1986)              |
| Костадинка Велковска | (1 еп. 1986)              |

Комплетна ТВ екипа ▼
| Редитељ    | Љиљана Јојић | (4 еп. 1986) |
| Сценариста | Зора Дирнбах | (4 еп. 1986) |